# 俞伟超
俞伟超（1933年1月4日—2003年12月5日），男，江苏江阴人，中国考古学家，中国考古学派的奠基者与领军人之一，中国航空考古与水下考古的开创者。曾任中国历史博物馆研究馆员，学术委员会主任委员，文物征集鉴定委员会、馆刊编辑委员会、职称评审委员会委员，还是中国考古学会副理事长，中国文物学会副会长，中国博物馆学会常务理事，中国长城学会常务理事，楚文化研究会理事长，北京市文物古迹保护委员会委员，北京大学古代文明研究中心学术顾问，北京大学中国考古学研究中心学术委员，世纪艺术博物馆名誉馆长，保利艺术博物馆名誉馆长兼学术顾问，中国人类基因组·多样性委员会委员，南京博物馆学术顾问，中国科学技术大学科技史与科技考古系客座教授，上海大学顾问教授，安徽大学等高校名誉教授或兼任教授，云南省博物馆、苏州丝绸博物馆、四川大学博物馆学术顾问，《中国美术分类全集》、《中国文物地图集》、《文物》杂志编委。他参与国家“九五”重大科研项目“夏商周断代工程”，为专家组成员。长期研究考古学、先秦两汉史。他发起和主持了“中国通史陈列”的第三次修改，主持三峡库区工程文物保护规划的制订，指导并负责水下考古和航空考古工作，研究古代巴人的DNA比较，二里头文化与河南龙山文化的DNA比较，编撰秦汉考古学。代表作有：《三门峡漕运遗迹》、《先秦两汉考古学论集》、《中国古代公社组织的考察》、《考古学是什么——俞伟超考古学理论文选》；还主编了大型图录《华夏之路》、《中国通史陈列》等。